# في جميع أنحاء العالم (أغنية جاستن بيبر)
آول أروند ذا ورلد (بالإنجليزية: All Around the World)‏ هي أغنية من قبل فنان التسجيل الكندي جاستن بيبر، من ألبوم بيليف (2012). تضم الأغنية أيضاً مغني الراب الأمريكي لوداكريس. كان هذا التعاون الثاني بين جاستن بيبر ولوداكريس، وذلك بعد أغنية بيبي (2010). الأغنية من كتابة الأثنين مع نصري عطوي وآدم ميسينجر ونولان لامبروزا، ومن إنتاج نولان لامبروزا وكوك هاريل، وفريق الإنتاج ذا مسنجرز. تم إصدارها أولاً في 4 يونيو 2012، كأغنية منفردة ترويجية من الألبوم، وتم إصدار الأغنية كأغنية فردية دولية، والأغنية الفردية الخامسة والأخيرة للألبوم في 26 فبراير 2013.

## تاريخ الإصدار
| المنطقة          | التاريخ         | الشكل                      | الماركة |
| ---------------- | --------------- | -------------------------- | ------- |
| العالم           | 4 يونيو, 2012   | تحميل رقمي – أغنية ترويجية | IDJMG   |
| الولايات المتحدة | 26 فبراير, 2013 | راديو ضرب معاصر            | IDJMG   |
| المملكة المتحدة  | 1 أبريل, 2013   | راديو ضرب معاصر            | IDJMG   |
| الولايات المتحدة | 23 أبريل, 2013  | إيقاعي معاصر               | IDJMG   |

## وصلات خارجية
- كلمات الأغنية الكاملة على مترولايركس